# Serie Mundial de 2013
La Serie Mundial de 2013 se disputó entre los Boston Red Sox y Saint Louis Cardinals del 23 al 30 de octubre. Fue la cuarta ocasión en la que ambos equipos se enfrentaron en la historia del «clásico de otoño», siendo la última en el 2004, la cual fue a favor de Boston.
Los Red Sox ganaron la serie en seis encuentros y se proclamaron campeones de Las Mayores por octava vez en la historia. Ganaron la Liga Americana al batir en cuatro juegos a Tampa Bay Rays por la Serie Divisional, y posteriormente a los Detroit Tigers por la Serie de Campeonato en seis juegos. No habían asistido a la Serie Mundial desde el 2007.
Por su parte, los Cardinals se presentaron a su cuarta Serie Mundial en diez años, la última de ellas en el 2011. Lograron el banderín de la Liga Nacional al superar a Pittsburgh Pirates, por la Serie Divisional, y a Los Angeles Dodgers, por la Serie de Campeonato, en cinco y seis juegos respectivamente.
Ambos equipos terminaron con el mejor récord en sus respectivas ligas en la temporada regular (los dos con 97-65), una situación que no ocurría desde la Serie Mundial de 1999.

## Desarrollo
Nota: Entre paréntesis se indica la estadística del lanzador abridor y la jugada que llevó al pelotero a tomar una de las bases.

### Juego 1
| Equipo    | 1 | 2 | 3 | 4 | 5 | 6 | 7 | 8 | 9 | C | H | E |
| --------- | - | - | - | - | - | - | - | - | - | - | - | - |
| Cardinals | 0 | 0 | 0 | 0 | 0 | 0 | 0 | 0 | 1 | 1 | 7 | 3 |
| Red Sox   | 3 | 2 | 0 | 0 | 0 | 0 | 2 | 1 | x | 8 | 8 | 1 |

LG: Jon Lester (1-0)  LP: Adam Wainwright (0-1)  
HRs:  STL – Matt Holliday (1)  BOS – David Ortiz (1)

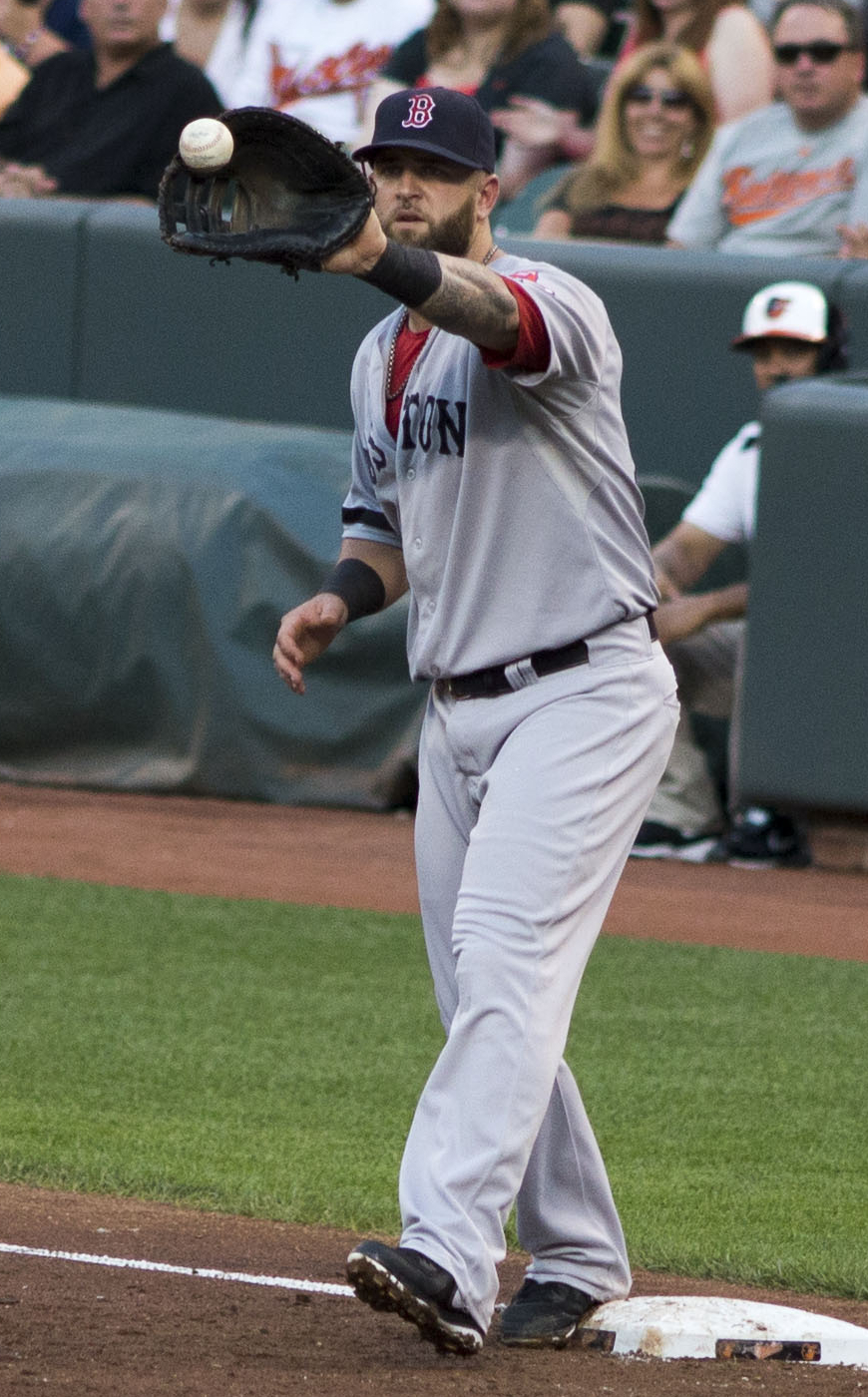
Mike Napoli.

Umpires: HP: John Hirschbeck. 1B: Mark Wegner. 2B: Dana DeMuth. 3B: Paul Emmel. LF: Bill Miller. RF: Jim Joyce. 

Asistencia: 38 345 espectadores. 

Duración: 3 h 17 m

| Inning | Anotaciones |
| ------ | --- |
| 1      | Turno de Boston: Mike Napoli bateó un doble que empujó a Jacoby Ellsbury (base bolas), Dustin Pedroia (sencillo) y David Ortiz (jugada de selección), 3-0. |
| 2      | Turno de Boston: Dustin Pedroia bateó un sencillo, Stephen Drew (sencillo) al home, 4-0; David Ortiz con elevado de sacrificio impulsó a David Ross, 5-0. |
| 6      | Turno de Boston: El lanzador abridor de los Cardinals, Adam Wainwright (5.0 EL, 6 H, 3 CL, 1 BB, 4 P, 0 HR) es relevado por John Axford. |
| 7      | Turno de Boston: David Ortiz bateó cuadrangular con Dustin Pedroia (error) en base, 7-0. |
| 8      | Turno de St. Louis: El lanzador abridor de Boston, Jon Lester (7.2 EL, 5 H, 0 CL, 1 BB, 8 P, 0 HR), es relevado por Junichi Tazawa. Turno de Boston: Enrique Azuquita con elevado de sacrificio impulsó una carrera con Daniel Nava (doble) en tercera base, 8-0. |
| 9      | Turno de St. Louis: Matt Holliday bateó un cuadrangular solitario, 8-1. |

Comentarios
Los Red Sox anotaron cinco carreras en las primeras dos entradas, para ponerse adelante en el marcador con amplia ventaja; mientras los Cardinals realizaron dos de los tres errores cometidos en el juego. Un cuadrangular de David Ortiz con hombre en base en la séptima entrada, más otra por elevado de sacrificio en el octavo episodio, determinaron las ocho carreras de los locales, mientras la visita evitó la blanqueada con cuadrangular de Matt Holliday en el noveno inning. El lanzador Jon Lester de los Red Sox, quien permitió cinco sencillos, se llevó la victoria al mantener en blanco la ofensiva de los «patirrojos» por siete entradas y 2/3.

### Juego 2
| Equipo    | 1 | 2 | 3 | 4 | 5 | 6 | 7 | 8 | 9 | C | H | E |
| --------- | - | - | - | - | - | - | - | - | - | - | - | - |
| Cardinals | 0 | 0 | 0 | 1 | 0 | 0 | 3 | 0 | 0 | 4 | 7 | 1 |
| Red Sox   | 0 | 0 | 0 | 0 | 0 | 2 | 0 | 0 | 0 | 2 | 4 | 2 |

LG: Michael Wacha (1-0)  LP: John Lackey (0-1)  SV: Trevor Rosenthal (1)  
HRs:  BOS – David Ortiz (2)

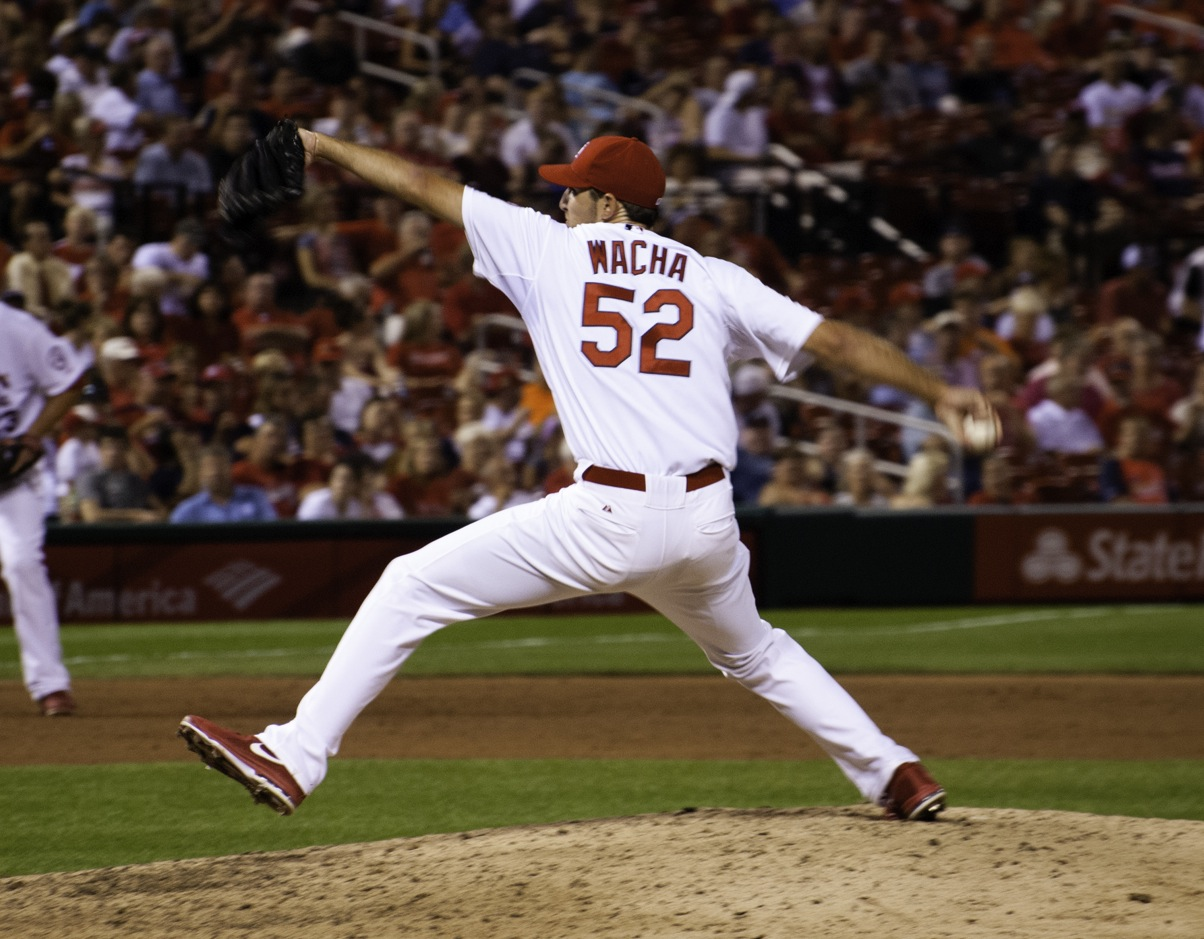
Michael Wacha.

Umpires: HP: Mark Wegner. 1B: Dana DeMuth. 2B: Paul Emmel. 3B: Bill Miller. LF: Jim Joyce. RF: John Hirschbeck. 

Asistencia: 38 436 espectadores.

Duración: 3 h 5 m

| Inning | Anotaciones |
| ------ | --- |
| 4      | Turno de St. Louis: Yadier Molina fue puesto fuera con roletazo a segunda base, pero impulsó a Matt Holliday (triple) para abrir el marcador, 0-1. |
| 6      | Turno de Boston: David Ortiz bateó un cuadrangular con Dustin Pedroia (base por bolas) en base, 2-1. |
| 7      | Turno de St. Louis: El lanzador abridor de Boston, John Lackey (6.1 EL, 5 H, 3 CL, 2 BB, 6 P, 0 HR), es relevado por Craig Breslow; con elevado de sacrificio, Matt Carpenter impulsó a Pete Kozma (corredor emergente), 2-2; por error en el tiro del lanzador Breslow a tercera base, anota Jon Jay (sencillo), 2-3; Carlos Beltrán anotó un sencillo, que impulsó a Daniel Descalso (base por bolas), 2-4. Turno de Boston: El lanzador abridor de St. Louis, Michael Wacha (6.0 EL, 3 H, 2 CL, 4 BB, 6 P, 1 HR), es relevado por Carlos Martínez. |
| 9      | Turno de Boston: Trevor Rosenthal salvó el juego para St. Louis. |

Comentarios
St. Louis abrió el marcador en la cuarta entrada, pero el toletero David Ortiz conectó su segundo cuadrangular en la serie para poner en ventaja a Boston por una carrera y ante el novato Michael Wacha que había mantenido en blanco la ofensiva local por 5 entradas y 1/3. Sin embargo, los Cardinals lograron anotar tres carreras en el séptimo episodio, una de ellas a través de un error del lanzador relevista Breslow que realizó un tiro fallido a la tercera base. Los relevistas de los Cardinals, el también novato Carlos Martínez, y Trevor Rosenthal, quien salvó el juego, sellaron el triunfo.

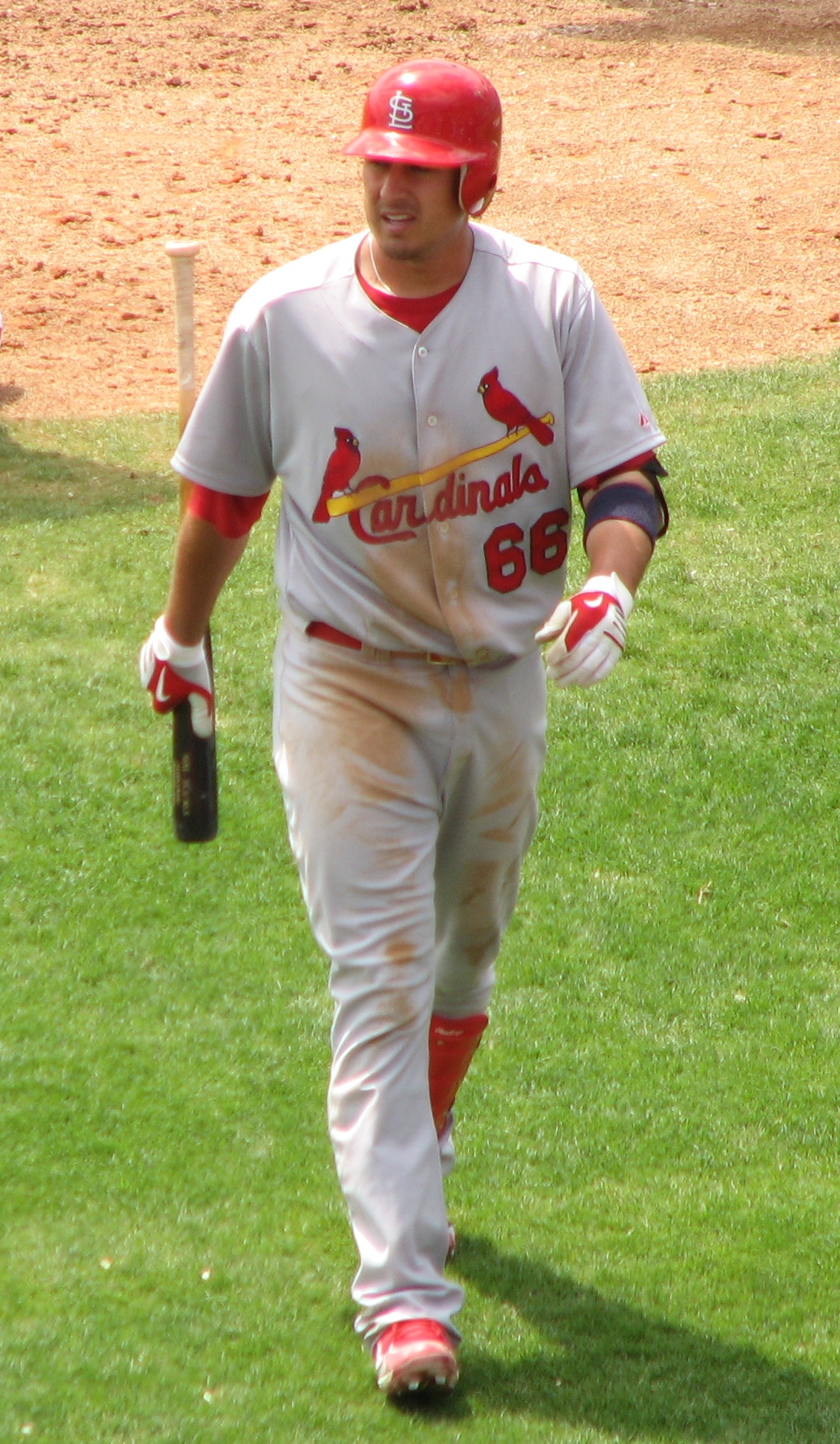
Allen Craig.

### Juego 3
| Equipo    | 1 | 2 | 3 | 4 | 5 | 6 | 7 | 8 | 9 | C | H  | E |
| --------- | - | - | - | - | - | - | - | - | - | - | -- | - |
| Red Sox   | 0 | 0 | 0 | 0 | 1 | 1 | 0 | 2 | 0 | 4 | 6  | 2 |
| Cardinals | 2 | 0 | 0 | 0 | 0 | 0 | 2 | 0 | 1 | 5 | 12 | 0 |

LG: Trevor Rosenthal (1-0)  LP: Brandon Workman (0-1)  

Umpires: HP: Dana DeMuth. 1B: Paul Emmel. 2B: Bill Miller. 3B: Jim Joyce. LF: John Hirschbeck. RF: Mark Wegner.

Asistencia: 47 432 espectadores.

Duración: 3 h 54 m

| Inning | Anotaciones |
| ------ | --- |
| 1      | Turno de St. Louis: Matt Holliday con sencillo impulsó a Matt Carpenter (sencillo), 1-0; Yadier Molina anotó un sencillo que impulsó a Matt Holliday, 2-0.                                                             |
| 5      | Turno de Boston: Enrique Azuquita anotó con jugada de selección de Mike Carp, 2-1. Turno de St. Louis: El lanzador abridor de Boston, Jake Peavy (4.0 EL, 6 H, 2 CL, 1 BB, 4 P, 0 HR), es relevado por Félix Doubront. |
| 6      | Turno de Boston: El lanzador abridor de St. Louis, Joe Kelly (5.1 EL, 2 H, 2 CL, 3 BB, 6 P, 0 HR) es relevado por Randy Choate; Daniel Nava bateó sencillo, Shane Victorino (base por bolas) anotó, 2-2.               |
| 7      | Turno de St. Louis: con doblete de Matt Holliday, anotaron Matt Carpenter (sencillo), y Carlos Beltrán (base por golpe), 4-2.                                                                                          |
| 8      | Turno de Boston: Jacoby Ellsbury (sencillo) anotó por jugada de selección de Daniel Nava, 4-3; Enrique Azuquita bateó sencillo que impulsó a Shane Victorino (base por golpe), 4-4.                                    |
| 9      | Turno de St. Louis: Allen Craig anotó por error de Will Middlebrooks quien interfirió el avance al home, 5-4. |

Comentarios
Los Cardinals montaron una ofensiva en la primera entrada que les rindió dos carreras, y que hizo tambalear la faena del lanzador abridor de Boston, Jake Peavy, quien sin embargo pudo mantener a raya a la ofensiva de los locales en las siguientes tres entradas. Boston logró anotar una carrera en los episodios cinco y seis para empatar las acciones, pero un doblete de Matt Holliday en la parte baja del séptimo distanció a los «patirrojos» por dos carreras. Los Red Sox volvieron a nivelar el marcador en la parte alta del octavo episodio. Para la parte baja del noveno, sucedió una peculiar y poco frecuente jugada en la que el umpire decretó una interferencia del tercera base Will Middlebrooks sobre el corredor Allen Craig quien se dirigía al home, y que por tanto le dio la carrera del triunfo a los locales, pese a que el receptor Jarrod Saltalamacchia parecía haber tocado a Craig antes que este tocara el plato. Además, los detractores de la decisión del árbitro principal, adujeron que Middlebrooks se encontraba fuera de la línea del corredor. St. Louis dejó a doce hombres en las bases al finalizar el juego.

### Juego 4
| Equipo    | 1 | 2 | 3 | 4 | 5 | 6 | 7 | 8 | 9 | C | H | E |
| --------- | - | - | - | - | - | - | - | - | - | - | - | - |
| Red Sox   | 0 | 0 | 0 | 0 | 1 | 3 | 0 | 0 | 0 | 4 | 6 | 2 |
| Cardinals | 0 | 0 | 1 | 0 | 0 | 0 | 1 | 0 | 0 | 2 | 6 | 0 |

LG: Félix Doubront (1-0)  LP: Lance Lynn (0-1)  SV: Koji Uehara (1)  
HRs:  BOS – Jonny Gomes (1)

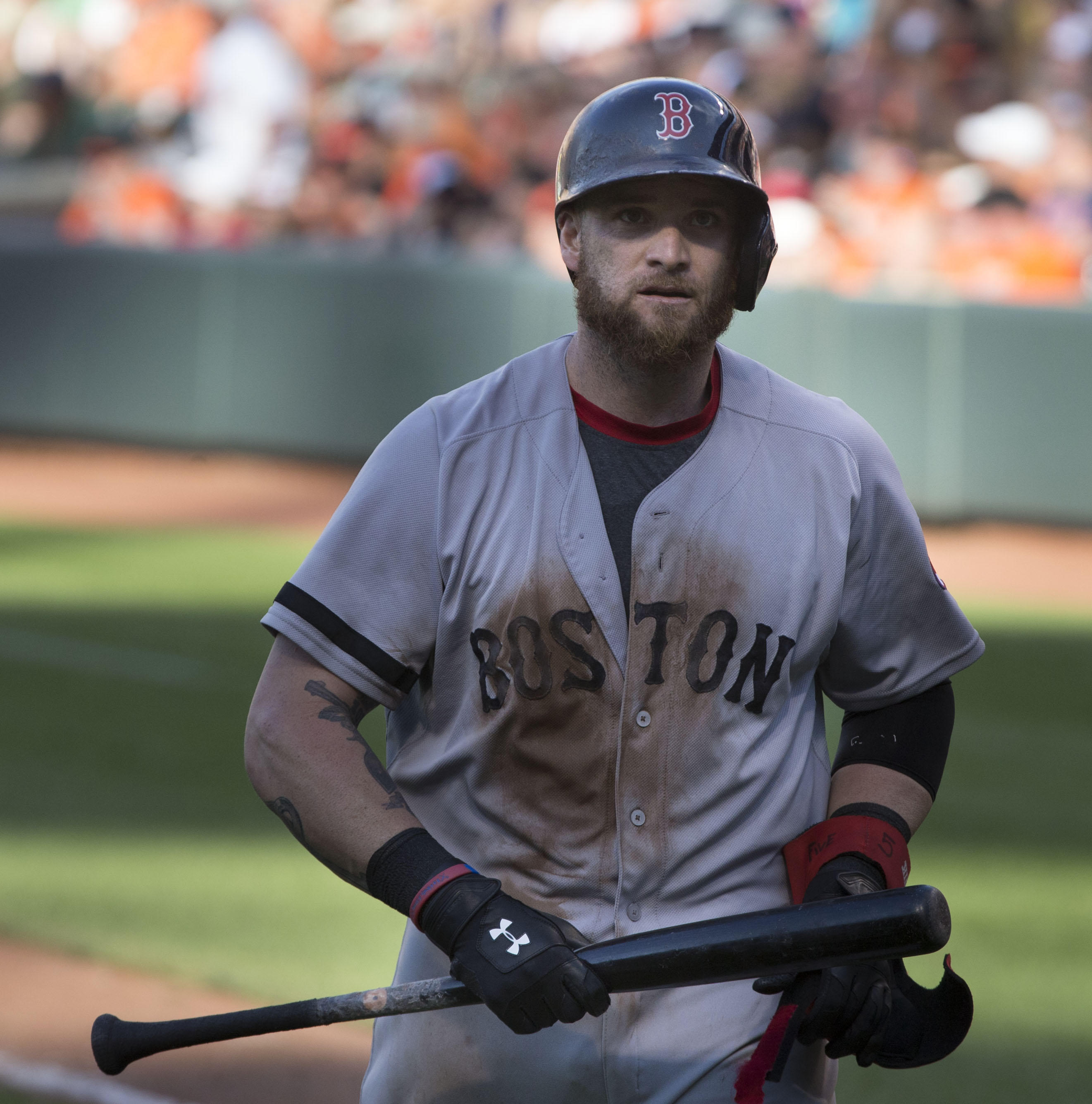
Jonny Gomes.

Umpires: HP: Paul Emmel. 1B: Bill Miller. 2B: Jim Joyce. 3B: John Hirschbeck. LF: Mark Wegner. RF: Dana DeMuth.

Asistencia: 47 469 espectadores.

Duración: 3 h 34 m

| Inning | Anotaciones |
| ------ | --- |
| 3      | Turno de St. Louis: Carlos Beltrán bateó sencillo, Matt Carpenter (sencillo) anotó, 1-0. |
| 5      | Turno de Boston: Stephen Drew impulsó a David Ortiz (doble) con elevado de sacrificio, 1-1. Turno de St. Louis: El lanzador abridor de Boston, Clay Buchholz (4.0 EL, 3 H, 0 CL, 3 BB, 2 P, 0 HR), es relevado por Félix Doubront.              |
| 6      | Turno de Boston: El lanzador abridor de los Cardinals, Lance Lynn (5.2 EL, 3 H, 3 CL, 3 BB, 5 P, 0 HR), es relevado por Seth Mannes. Jonny Gomes bateó cuadrangular con Dustin Pedroia (sencillo) y David Ortiz (base por bolas), en base, 1-4. |
| 7      | Turno de St. Louis: Matt Carpenter bateó sencillo que impulsó a Shane Robinson (doble), 2-4. |
| 9      | Turno de St. Louis: El lanzador de Boston, Koji Uehara, salvó el juego para su equipo y sacó el último out al pillar fuera de primera base al corredor emergente Kolten Wong.                                                                   |

Comentarios
Los Cardinals abrieron el marcador en el tercer episodio, pero la visita pudo emparejar el marcador en la quinta entrada, y posteriormente, con cuadrangular de Jonny Gomes, los Red Sox se distanciaron a tres carreras en el sexto. Una carrera de los locales en la séptima entrada acortó las distancias, y en el noveno inning lograron poner en primera base a Kolten Wong, quien había tomado el lugar de Allen Craig tras hit sencillo de este último. Con Carlos Beltrán como amenaza al bate, el lanzador Koji Uehara puso fin al juego con otra inédita jugada de postemporada en Grandes Ligas, al colgar el último out con tiro a primera base —«de rutina» según él— que sorprendió a Wong distanciado.

### Juego 5
| Equipo    | 1 | 2 | 3 | 4 | 5 | 6 | 7 | 8 | 9 | C | H | E |
| --------- | - | - | - | - | - | - | - | - | - | - | - | - |
| Red Sox   | 1 | 0 | 0 | 0 | 0 | 0 | 2 | 0 | 0 | 3 | 9 | 0 |
| Cardinals | 0 | 0 | 0 | 1 | 0 | 0 | 0 | 0 | 0 | 1 | 4 | 0 |

LG: Jon Lester (2-0)  LP: Adam Wainwright (0-2)  SV: Koji Uehara (2)  
HRs:  STL – Matt Holliday (2)

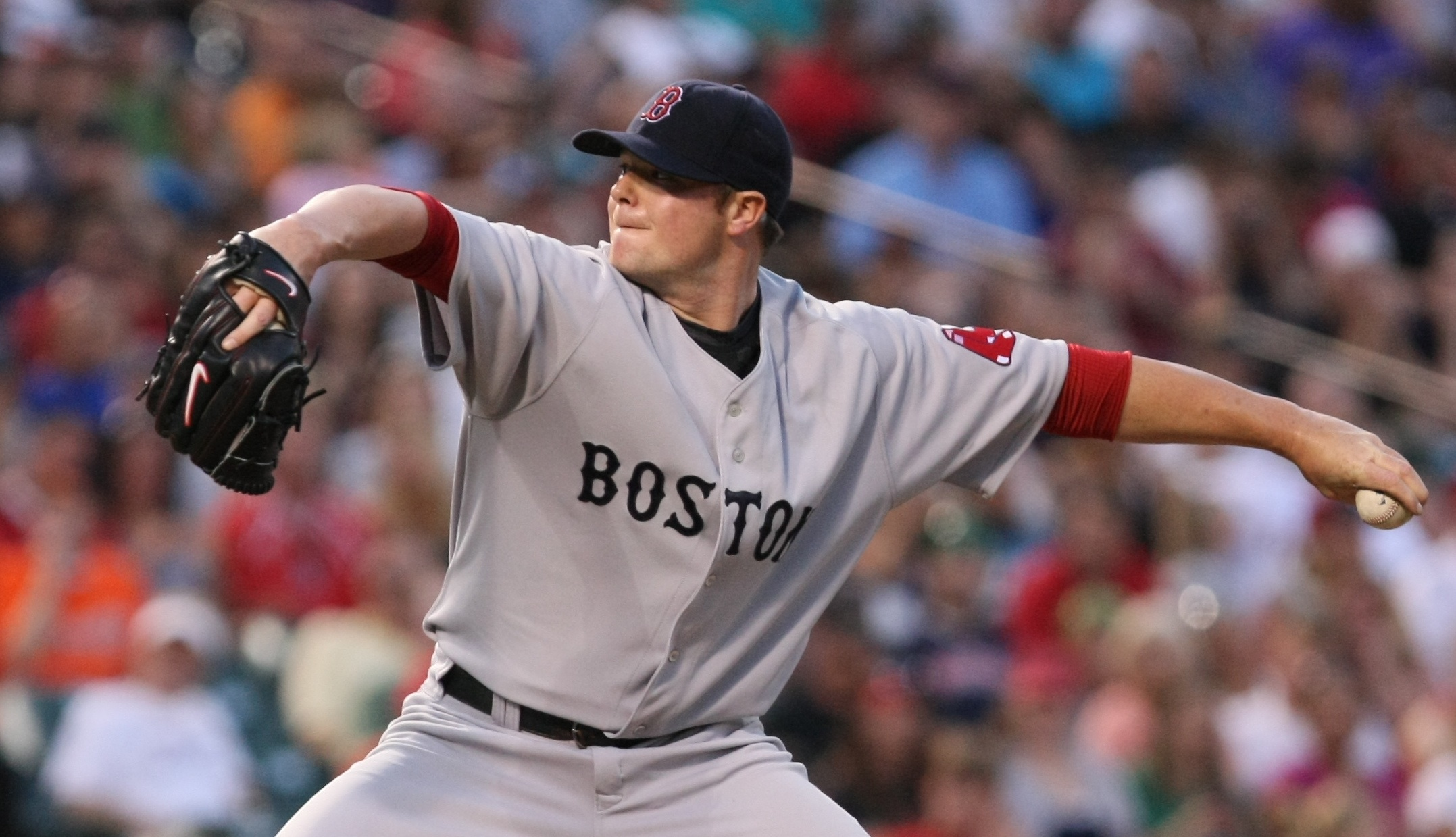
Jon Lester.

Umpires: HP: Bill Miller. 1B: Jim Joyce. 2B: John Hirschbeck. 3B: Mark Wegner. LF: Dana DeMuth. RF: Paul Emmel.

Asistencia: 47 436 espectadores.

Duración: 2 h 52 m

| Inning | Anotaciones |
| ------ | --- |
| 1      | Turno de Boston: David Ortiz conectó un doble, Dustin Pedroia (doble) anotó, 0-1. |
| 4      | Turno de St. Louis: Matt Holliday conectó cuadrangular solitario, 1-1. |
| 7      | Turno de Boston: David Ross con doble por regla impulsó a Xander Bogaerts (sencillo), 1-2; Jacoby Ellsbury anotó un sencillo e impulsó a Stephen Drew (base por bolas), 1-3.                                                                                        |
| 8      | Turno de Boston: El lanzador de St. Louis, Adam Wainwright (7.0 EL, 8 H, 3 CL, 1 BB, 10 P, 0 HR), es relevado por Carlos Martínez. Turno de St. Louis: El lanzador abridor de Boston, Jon Lester (7.2 EL, 4 H, 1 CL, 0 BB, 7 P, 1 HR), es relevado por Koji Uehara. |
| 9      | Turno de St. Louis: Koji Uehara salvó el juego para Boston. |

Comentarios
Los Red Sox se adelantaron en el marcador por la mínima diferencia con un doblete impulsor de David Ortiz en la primera entrada, pero los Cardinals igualaron las acciones con el segundo cuadrangular de la serie de Matt Holliday en el cuarto inning. Los lanzadores de ambos equipos, mantuvieron silenciada a la ofensiva de los bateadores, hasta que Adam Wainwright por los locales cedió dos carreras en el séptimo; por los visitantes, el abridor Jon Lester, en siete episodios, y el cerrador Koji Uheahara, con su segundo juego salvado de la serie, lograron mantener la diferencia a favor de los bostonianos.

### Juego 6
| Equipo    | 1 | 2 | 3 | 4 | 5 | 6 | 7 | 8 | 9 | C | H | E |
| --------- | - | - | - | - | - | - | - | - | - | - | - | - |
| Cardinals | 0 | 0 | 0 | 0 | 0 | 0 | 1 | 0 | 0 | 1 | 9 | 1 |
| Red Sox   | 0 | 0 | 3 | 3 | 0 | 0 | 0 | 0 | x | 6 | 8 | 1 |

LG: John Lackey (1-1)  LP: Michael Wacha (1-1)  
HRs:  BOS – Stephen Drew (1)

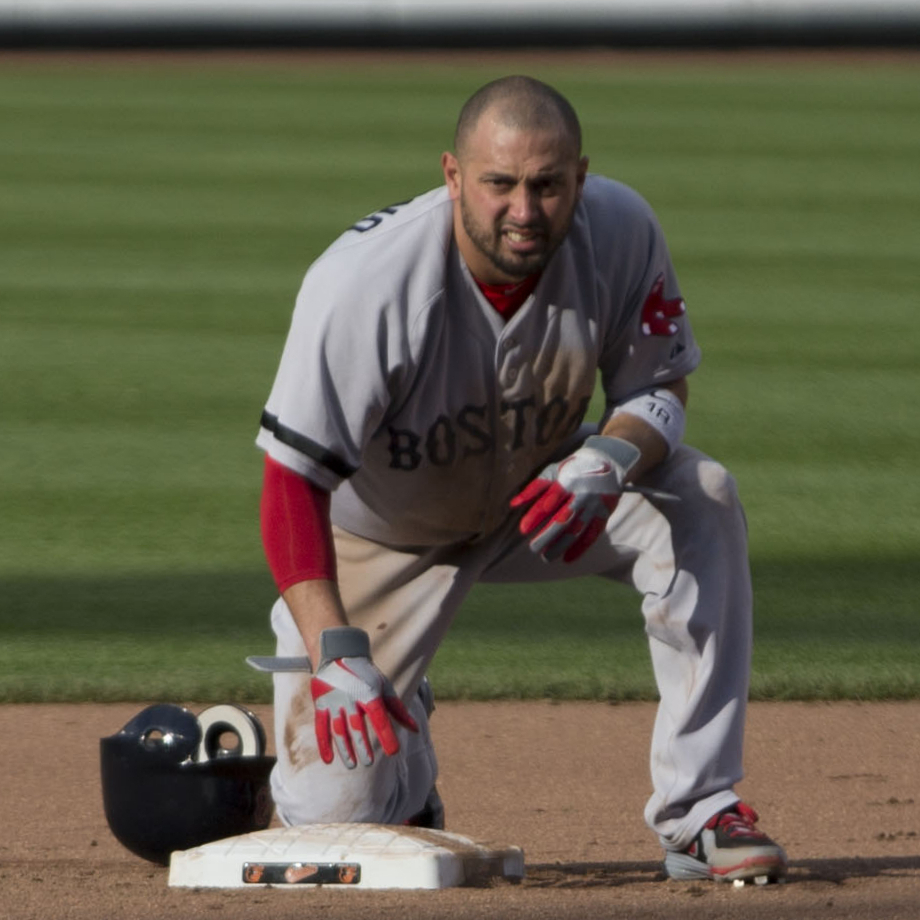
Shane Victorino.

Umpires: HP: Jim Joyce. 1B: John Hirschbeck. 2B: Mark Wegner. 3B: Dana DeMuth. LF: Paul Emmel. RF: Bill Miller. 

Asistencia: 38 447 espectadores.

Duración: 3h 15 m

| Inning | Anotaciones |
| ------ | --- |
| 3      | Turno de Boston: Shane Victorino bateó doblete que impulsó a Jacoby Ellsbury (sencillo), David Ortiz (base por bolas) y Jonny Gomes (base por golpe), 3-0. |
| 4      | Turno de Boston: El lanzador abridor de St. Louis, Michael Wacha (3.2 EL, 5 H, 6 CL, 4 BB, 5 P, 1 HR), es relevado por Lance Lynn. Stephen Drew anotó un cuadrangular con las bases limpias, 4-0; Mike Napoli bateó sencillo, impulsó a Jacoby Ellsbury (doble), 5-0; Shane Victorino bateó sencillo, impulsó a David Ortiz (base por bolas), 6-0. |
| 7      | Turno de St. Louis: Carlos Beltrán con sencillo impulsó a Daniel Descalso (sencillo), 1-6. El lanzador abridor de Boston, John Lackey (6.2 EL, 9 H, 1 CL, 1 BB, 5 P, 0 HR), es relevado por Junichi Tazawa. |

Comentarios
Shane Victorino abrió el marcador para los locales con un doble que llevó tres anotaciones al home ante el novato Michael Wacha que resistió hasta el cuarto episodio cuando fue relevado. Esta misma entrada, Stephen Drew anotó una carrera más con cuadrangular solitario y Mike Napoli impulsó dos corredores con un doblete para dejar las acciones 6-0 a favor de Boston. Los Cardinals evitaron la blanqueada en la parte alta del séptimo con anotación impulsada por Carlos Beltrán, y de hecho llegaron a tener las bases llenas, pero bastó el relevo de Junicho Tazawa al abridor John Lackey para cortar la amenaza. A lo largo del juego, la vista dejó nueve hombres en las bases. Koji Uehara sacó los últimos tres outs para los Red Sox que se proclamaron por octava ocasión como los monarcas de las Grandes Ligas, y por primera vez desde 1918 con el festejo en su propio estadio.
|                                                        |
| Campeón de las Grandes Ligas Boston Red Sox 8.º título |

## Jugador más valioso

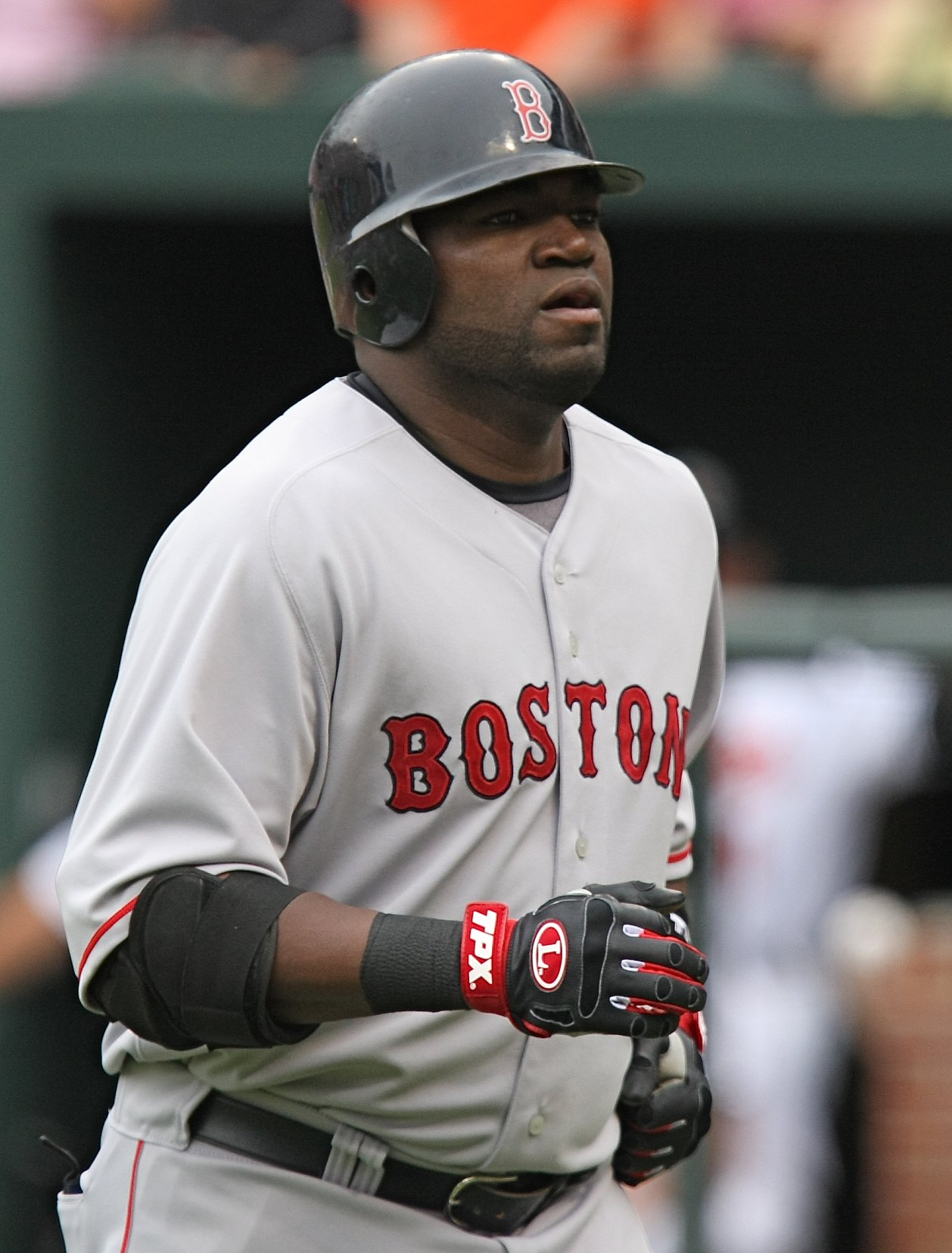
David Ortiz.

En esta serie el dominicano David Ortiz era el único sobreviviente del «clásico de otoño» conseguido por Boston en el 2004. Su aporte para el título del 2013 se reflejó en las diecinueve veces que tomó las bases en veinticinco turnos oficiales, que rindieron además.688 de porcentaje de bateo más dos cuadrangulares. Pero lo más significativo, probablemente, fue la motivación que inyectó a sus compañeros durante los juegos, especialmente en el cuarto enfrentamiento en San Luis cuando su equipo se encontraba en desventaja en la serie y con el marcador empatado al comienzo de la sexta entrada, en la que reunió a sus compañeros para brindarles palabras de ánimo. Ya en el sexto juego, la amenaza del toletero al bate, provocó que los rivales le otorgaran tres bases por bolas intencionales.
| Jugador     | Equipo | JJ | VB | CA | H  | 2B | 3B | HR | CE | BB | K | BR | OR | AVE  |
| David Ortiz | BOS    | 6  | 16 | 7  | 11 | 2  | 0  | 2  | 0  | 8  | 1 | 0  | 0  | .688 |

JJ: Juegos jugados, VB: Veces al bate, CA: Carreras anotadas, H: Hits, 2B: Dobles, 3B: Triples, HR: Home runs, CE: Carreras empujadas, BB: Bases por bolas, K: Ponches, BR: Bases robadas, OR: Outs robando, AVE: Porcentaje de bateo